# Gary Magnée
Gary Magnée, né le 12 octobre 1999 à Soumagne en Belgique, est un footballeur belge qui joue au poste de défenseur au Cercle Bruges KSV.

## Biographie

### En club
Né à Soumagne en Belgique, Gary Magnée est notamment formé par l'Alliance Melen-Micheroux, le RCS Verviétois, le RSC Anderlecht, le KRC Genk et le Club Bruges KV avant de poursuivre sa formation à la KAS Eupen. C'est avec ce club qu'il fait ses débuts en professionnel, jouant son premier match le 25 septembre 2019, lors d'une rencontre de coupe face au Cappellen FC. Titulaire lors de cette rencontre, les deux équipes se neutralisent sur le score de zéro à zéro. La KAS Eupen se qualifiera pour le tour suivant en gagnant cinq tirs au but à trois.
Le 26 décembre 2020, le défenseur joue son premier match de championnat contre le Club Bruges KV. Son équipe s'incline trois buts à zéro.
Le 10 février 2021, il inscrit ses deux premiers buts pour le club germanophone lors d'une rencontre de coupe face à l'Olympic Charleroi. Son équipe s'impose cinq buts à un.
Petit à petit, Magnée s'impose dans l'équipe première, devenant un joueur régulier du onze de départ. Il est récompensé en juin 2022 par un nouveau contrat avec les Pandas. Il est alors lié au club jusqu'en juin 2027.
À la suite de la relégation d'Eupen en deuxième division et alors que les supporteurs l'identifient au club, lui qui est quasiment de la région, il signe en août 2024 pour le Cercle Bruges KSV, preuve que la KAS n'est plus un club en mesure de garder ses éléments clés mais contraint de renflouer ses caisses. Magnée, quant à lui, reste ainsi au sein de l'élite où il peut ambitionner de continuer sa progression.

## Statistiques

### En club
| Saison                | Club                  | Championnat           | Championnat | Championnat | Championnat | Coupe(s) nationale(s) | Coupe(s) nationale(s) | Coupe(s) nationale(s) | Compétition(s) continentale(s) | Compétition(s) continentale(s) | Compétition(s) continentale(s) | Compétition(s) continentale(s) | Autres compétitions | Autres compétitions | Autres compétitions | Autres compétitions | Total | Total | Total |
| Saison                | Club                  | Division              | M.          | B.          | P.d.        | M.                    | B.                    | P.d.                  | Comp.                          | M.                             | B.                             | P.d.                           | Comp.               | M.                  | B.                  | P.d.                | M.    | B.    | P.d.  |
| 2019-2020             | KAS Eupen             | Division 1A           | 0           | 0           | 0           | 1                     | 0                     | 0                     | -                              | -                              | -                              | -                              | -                   | -                   | -                   | -                   | 1     | 0     | 0     |
| 2020-2021             | KAS Eupen             | Division 1A           | 2           | 0           | 0           | 1                     | 1                     | 2                     | -                              | -                              | -                              | -                              | -                   | -                   | -                   | -                   | 3     | 1     | 2     |
| 2021-2022             | KAS Eupen             | Division 1A           | 16          | 1           | 0           | 3                     | 0                     | 0                     | -                              | -                              | -                              | -                              | -                   | -                   | -                   | -                   | 19    | 1     | 0     |
| 2022-2023             | KAS Eupen             | Division 1A           | 31          | 3           | 2           | 1                     | 0                     | 0                     | -                              | -                              | -                              | -                              | -                   | -                   | -                   | -                   | 32    | 3     | 2     |
| 2023-2024             | KAS Eupen             | Division 1A           | 24          | 2           | 4           | 1                     | 0                     | 0                     | -                              | -                              | -                              | -                              | PO3                 | 6                   | 1                   | 0                   | 31    | 3     | 4     |
| Sous-total            | Sous-total            | Sous-total            | 73          | 6           | 6           | 7                     | 1                     | 2                     | -                              | -                              | -                              | -                              | -                   | 6                   | 1                   | 0                   | 86    | 8     | 8     |
| 2024-2025             | Cercle Bruges KSV     | Division 1A           | 25          | 0           | 3           | 2                     | 1                     | 0                     | C3+C4                          | 0+9                            | 0+3                            | 0+1                            | PO3                 | 8                   | 0                   | 2                   | 44    | 4     | 6     |
| 2025-2026             | Cercle Bruges KSV     | Division 1A           | 4           | 0           | 1           | -                     | -                     | -                     | -                              | -                              | -                              | -                              | -                   | -                   | -                   | -                   | 4     | 0     | 1     |
| Sous-total            | Sous-total            | Sous-total            | 29          | 0           | 4           | 2                     | 1                     | 0                     | -                              | 9                              | 3                              | 1                              | -                   | 8                   | 0                   | 2                   | 48    | 4     | 7     |
| Total sur la carrière | Total sur la carrière | Total sur la carrière | 102         | 6           | 10          | 9                     | 2                     | 2                     | -                              | 9                              | 3                              | 1                              | -                   | 14                  | 1                   | 2                   | 134   | 12    | 15    |